# Неприятие убийства

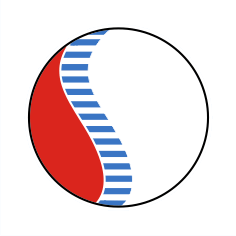
Этот символ, предложенный Г. Пейджем, выражает суть концепта неприятия убийства. Он содержит древний знак азиатской культуры инь — ян, а также отражает идеи, возникшие в результате последних исследований деятельности головного мозга. Согласно этим исследованиям, стимуляция каналов между участками мозга, контролирующими эмоции и движение, может способствовать изменению поведения человека и сделать его не склонным к насилию. Сектор голубого цвета (творческая мотивация к изменению поведения), сливаясь с сектором белого цвета (неприятие убийства), доминирует над сектором красного цвета, символизирующим убийство.

Неприя́тие уби́йства (англ. nonkilling), как понятие, означает отсутствие в человеческом обществе убийства как такового, угрозы его совершения, а также предпосылок для убийства. Несмотря на то, что в научной среде под убийством понимают, в основном, уничтожение людей, иногда это понятие распространяется на убийство животных и уничтожение некоторых других форм жизни. Именно такое, расширенное понимание является частью этики буддизма, в том виде, как оно отражено в первой заповеди национальной философии Индонезии Панкасила, а также в других религиозно-философских учениях.
Очень важным моментом является то, что понятие «неприятие убийства» недавно прозвучало в Хартии «За мир без насилия», одобренной на VIII-м Всемирном Форуме лауреатов Нобелевской премии.

## Составляющие части
Концепция неприятия убийства зиждется на следующих трех составляющих: мирное существование (отсутствие военных действий и условий, их вызывающих); ненасилие (психологическое, физическое и культурное); ахимза (стремление не навредить ни в мыслях, ни словами, ни делами). Объединяя эти три понятия, концепция неприятия убийства характеризуется четкостью поставленных задач и неограниченными возможностями их реализации.

## Особенности
Понятия «мирное существование» и «ненасилие» часто используются в качестве классических аргументов в защиту теории пассивного непротивления насилию. В отличие от такого подхода, неприятие убийства предполагает совершение активных конкретных шагов, ведущих к искоренению убийства (профилактические меры, образование, и т. д.).
С другой стороны, она не дает готовых рецептов построения общества, свободного от убийства, как это делают некоторые другие идеологические и философские учения, призывающие воздерживаться от всех форм убийства. Неограниченный потенциал концепции предоставляет широкие возможности для творческого подхода к её реализации, мотивируя творческий поиск в области образования, науки, социальных исследований и политики с целью выявления самых различных альтернатив убийству людей, построенных на научно-исследовательской, образовательной, политической, экономической и духовной основе. Кроме этого, несмотря на специфическую направленность, концепция неприятия убийства вбирает в себя более широкий спектр социальных проблем.
В части отношения к психологической агрессии, физическому насилию и пыткам, направленным на подавление личности с помощью устрашения или угрозы жизни, неприятие убийства ставит целью устранение психосоциальных предпосылок этих явлений.
Что касается убийства людей путём создания соответствующих социально-экономических условий, которые, в частности, могут являться результатом перераспределения ресурсов в пользу структур, проводящих в жизнь политику устрашения и убийства, концепция неприятия убийства подразумевает создание условий, в которых такая потенциально летальная экономическая обстановка становится невозможной. В части отношения к проблеме отрицательного воздействия на окружающую среду неприятие убийства подразумевает отсутствие условий для нанесения прямого ущерба окружающей среде, равно как и отсутствие условий для деградации общества, так как оно не будет существовать под угрозой убийства. По отношению к случаям и формам непредумышленных, случайных убийств неприятие убийства стоит на позиции уничтожения их социальных и технологических предпосылок.

## Статистические исследования
В своей книге «Общество без убийства: возможно ли это?» Гленн Пейдж приводит данные, свидетельствующие о том, что за всю историю человечества менее 0,5 % людей убивали себе подобных. Кроме того, антропологические изыскания говорят о том, что в некоторых обществах и культурах количество убийств статистически незначительно.
Поскольку большую часть своего исторического существования (99 %) человечество вело мирный образ жизни и занималось охотой и собирательством, — а именно это форма существования является воплощением характерных черт общества без убийства, — то очевидно, что в течение большей части истории Homo Sapiens убийство и насилие не были широко распространены.